# Sveriges ambassad i Pyongyang
Sveriges ambassad i Pyongyang är Sveriges diplomatiska beskickning i Nordkorea som är belägen i landets huvudstad Pyongyang. Beskickningen består av en ambassad och två diplomater utsända av Utrikesdepartementet (UD) samt en försvarsattaché med placering i Peking. Andreas Bengtsson blev utsedd till ny ambassadör och tillträdde 1 september 2021, innan honom hade Joachim Bergström posten. Fram till 2001 var Sverige det enda västland med obruten diplomatisk representation i staden. Den svenska ambassaden fungerar som skyddsmakt för USA och man har även konsulär representation för Australien, Kanada, Italien samt de nordiska länderna.

## Historia
Ambassaden öppnades 1975 och första ambassadör med titeln chargé d’affaires var Erik Cornell (1975–1977). Den svenska ambassaden i Pyongyang ligger idag samlokaliserad med den franska, brittiska ambassaden och tyska ambassaden i den tidigare ambassadbyggnaden för Östtyskland. Den 16 september 2010 överlämnade Barbro Elm kreditivbrev till Nordkoreas statschef Kim Yong-nam. Den 9 december 2010 meddelade Regeringskansliet att ambassaden ligger i farozonen för att läggas ned på grund av de nedskärningar som skall göras på Regeringskansliets kostnader. Den 26 april 2012 utsågs Karl-Olof Andersson, senare rektor för UD:s diplomatprogram och sekreterare i UD:s antagningsnämnd, till ny ambassadör med tillträde hösten 2012. Den 2 oktober 2012 överlämnade Andersson sina kreditivbrev till Kim Yong-nam i en ceremoni som ägde rum i Mansudae kongresshall.

## Ambassadbyggnaden
Ambassaden, liksom andra svenska beskickningar, är utsmyckad av konst tillhörande Statens konstråd.

## Beskickningschefer
| Namn                 | Period    | Funktion                            | Anmärkning                                 |
| -------------------- | --------- | ----------------------------------- | ------------------------------------------ |
| Arne Björnberg       | 1973–1974 | Ambassadör                          | Sidoackrediterad från ambassaden i Peking. |
| Kaj Björk            | 1975–1980 | Ambassadör                          | Sidoackrediterad från ambassaden i Peking. |
| Erik Cornell         | 1975–1977 | Chargé d’affaires                   |                                            |
| Karlerik Nordenquist | 1977–1979 | Ambassadråd & Chargé d’affaires     |                                            |
| Sten Sundfeldt       | 1980–1982 | Ambassadör                          |                                            |
| Per Fritzson         | 1982–1983 | Chargé d’affaires                   |                                            |
| Lars Bergquist       | 1984–1988 | Ambassadör                          |                                            |
| Björn Skala          | 1988–1992 | Ambassadör                          |                                            |
| Sven Linder          | 1992–1997 | Ambassadör                          | Sidoackrediterad från ambassaden i Peking. |
| Åke Lövquist         | 1995–1997 | Chargé d’affaires                   |                                            |
| Svante Kilander      | 1998-2001 | Ambassadör                          |                                            |
| Paul Beijer          | 2001–2002 | Minister och chargé d’affaires a.i. |                                            |
| Paul Beijer          | 2002–2005 | Ambassadör                          |                                            |
| Mats Foyer           | 2005–2010 | Ambassadör                          |                                            |
| Barbro Elm           | 2010–2012 | Ambassadör                          |                                            |
| Karl-Olof Andersson  | 2012–2014 | Ambassadör                          |                                            |
| Torkel Stiernlöf     | 2014–2017 | Ambassadör                          |                                            |
| Jonas Wendel         | 2017–2019 | Ambassadör                          |                                            |
| Joachim Bergström    | 2019–2021 | Ambassadör                          |                                            |
| Andreas Bengtsson    | 2021–     | Ambassadör                          |                                            |